# Discografia de 4Minute
Esta é a discografia do girl group sul-coreano 4Minute.

## Álbuns

### Álbuns de estúdio
| Título                                                                                       | Detalhes do álbum                                                                                           | Melhores posições nas paradas | Melhores posições nas paradas | Vendas                       |            |            |            |
| Título                                                                                       | Detalhes do álbum                                                                                           | KOR                           | JPN                           | Vendas                       |            |            |            |
| Em coreano                                                                                   | Em coreano                                                                                                  | Em coreano                    | Em coreano                    | Em coreano                   | Em coreano | Em coreano | Em coreano |
| -------------------------------------------------------------------------------------------- | --- | ----------------------------- | ----------------------------- | ---------------------------- | ---------- | ---------- | ---------- |
| 4Minutes Left                                                                                | - Lançamento: 5 de abril de 2011 - Gravadora: Cube Entertainment - Formato: CD, download digital            | 2                             | —                             | - KOR: 38.000+               |            |            |            |
| Em japonês                                                                                   | |                               |                               |                              |            |            |            |
| Diamond                                                                                      | - Lançamento: 15 de dezembro de 2010 - Gravadora: Far Eastern Tribe Records - Formato: CD, download digital | 10                            | 27                            | - JPN: 12.000+ - KOR: 1.000+ |            |            |            |
| "—" indica lançamentos que não figuraram nas paradas ou que não foram lançados nessa região. | |                               |                               |                              |            |            |            |

### Coletâneas
| Best of 4Minute                                                                              | - Lançamento: 26 de setembro de 2012 - Gravadora: Far Eastern Tribe Records - Formato: CD, download digital | — | 37 | - JPN: 6.200+ |
| "—" indica lançamentos que não figuraram nas paradas ou que não foram lançados nessa região. | |   |    |               |

### EPs
| For Muzik                                                                                    | - Lançamento: 28 de agosto de 2009 - Gravadora: Cube Entertainment - Formato: CD, download digital                          | 2 | —   | - KOR: 25.000+             |
| Hit Your Heart                                                                               | - Lançamento: 19 de maio de 2010 - Gravadora: Cube Entertainment - Formato: CD, download digital                            | 3 | 205 | - KOR: 27.000+             |
| Volume Up                                                                                    | - Lançamento: 9 de abril de 2012 - Gravadora: Cube Entertainment - Formato: CD, download digital                            | 1 | 114 | - KOR: 57.000+             |
| Name Is 4minute                                                                              | - Lançamento: 26 de abril de 2013 - Gravadora: Cube Entertainment - Formato: CD, download digital                           | 2 | 83  | - KOR: 15.000+             |
| 4Minute World                                                                                | - Lançamento: 17 de março de 2014 - Gravadora: Cube Entertainment - Formato: CD, download digital                           | 2 | —   | - KOR: 11.000+             |
| Crazy                                                                                        | - Lançamento: 9 de fevereiro de 2015 - Gravadora: Cube Entertainment - Formato: CD, download digital                        | 1 | 152 | - KOR: 22.102+ - JPN: 800+ |
| Act. 7                                                                                       | - Lançamento: 1 de fevereiro de 2016 - Gravadora: Cube Entertainment, Universal Music Group - Formato: CD, download digital | 2 | 274 | - KOR: 20,589 - JPN: 257   |
| "—" indica lançamentos que não figuraram nas paradas ou que não foram lançados nessa região. | |   |     |                            |

## Singles
| Título                                                                                       | Ano        | Melhores Posições nas paradas | Melhores Posições nas paradas | Melhores Posições nas paradas | Melhores Posições nas paradas | Vendas                | Álbum            |
| Título                                                                                       | Ano        | KOR                           | JPN                           | US J-Pop                      | US K-Pop                      | Vendas                | Álbum            |
| Em coreano                                                                                   | Em coreano | Em coreano                    | Em coreano                    | Em coreano                    | Em coreano                    | Em coreano            | Em coreano       |
| -------------------------------------------------------------------------------------------- | ---------- | ----------------------------- | ----------------------------- | ----------------------------- | ----------------------------- | --------------------- | ---------------- |
| "Hot Issue"                                                                                  | 2009       | 3                             | —                             | —                             | —                             | - KOR (DL): 4.200.000 | For Muzik        |
| "Muzik"                                                                                      | 2009       | 2                             | —                             | —                             | —                             | - KOR (DL): 3,209,000 | For Muzik        |
| "What a Girl Wants"                                                                          | 2009       | 6                             | —                             | —                             | —                             | - KOR (DL): 3,777,090 | For Muzik        |
| "HuH"                                                                                        | 2010       | 3                             | —                             | —                             | —                             | - KOR (DL): 2,357,440 | Hit Your Heart   |
| "I My Me Mine"                                                                               | 2010       | 9                             | —                             | —                             | —                             | - KOR (DL): 1,815,744 | Hit Your Heart   |
| "Heart to Heart"                                                                             | 2011       | 5                             | —                             | —                             | —                             | - KOR (DL): 1,842,291 | 4minutes Left    |
| "Mirror Mirror"                                                                              | 2011       | 2                             | —                             | —                             | —                             | - KOR (DL): 2,057,010 | 4minutes Left    |
| "Volume Up"                                                                                  | 2012       | 2                             | —                             | —                             | 3                             | - KOR (DL): 1,816,296 | Volume Up        |
| "What's Your Name?"                                                                          | 2013       | 1                             | —                             | —                             | 1                             | - KOR (DL): 1,477,832 | Name Is 4Minute  |
| "Whatcha Doin' Today"                                                                        | 2014       | 1                             | —                             | —                             | 4                             | - KOR (DL): 608,376   | 4Minute World    |
| "Cold Rain"                                                                                  | 2015       | 15                            | —                             | —                             | —                             | - KOR (DL): 147,364   | Crazy            |
| "Crazy"                                                                                      | 2015       | 1                             | —                             | —                             | —                             | - KOR (DL): 664.249+  | Crazy            |
| "Hate"                                                                                       | 2016       | 13                            | —                             | —                             | —                             | - KOR: 884,924        | Act. 7           |
| "Canvas"                                                                                     | 2016       | 372                           | —                             | —                             |                               | - KOR: 72,465         | Act. 7           |
| Singles coreanos sem álbuns                                                                  |            |                               |                               |                               |                               |                       |                  |
| "Jingle Jingle"                                                                              | 2009       | 166                           | —                             | —                             | —                             | - KOR (DL): 1,658,082 | Single sem álbum |
| "Superstar"                                                                                  | 2010       | 22                            | —                             | —                             | —                             |                       | Single sem álbum |
| "Fly So High"                                                                                | 2011       | —                             | —                             | —                             | —                             |                       | Single sem álbum |
| "Freestyle"                                                                                  | 2011       | 28                            | —                             | —                             | —                             | - KOR (DL): 360,616   | Single sem álbum |
| "Over And Over"                                                                              | 2012       | 20                            | —                             | —                             | —                             | - KOR (DL): 319,967   | Single sem álbum |
| "Welcome To The School"                                                                      | 2012       | 28                            | —                             | —                             | —                             | - KOR (DL): 101,373   | Single sem álbum |
| "Is It Poppin'?"                                                                             | 2013       | 9                             | —                             | —                             | 6                             | - KOR (DL): 596,404   | Single sem álbum |
| "Only Gained Weight" ( feat Brave Brothers)                                                  | 2014       | 5                             | —                             | —                             | 10                            | - KOR (DL): 267,163   | Single sem álbum |
| Em japonês                                                                                   |            |                               |                               |                               |                               |                       |                  |
| "Muzik"                                                                                      | 2010       | —                             | 21                            | —                             | —                             | - JPN: 6,154          | Diamond          |
| "I My Me Mine"                                                                               | 2010       | 15                            | 26                            | —                             | —                             | - JPN: 10,945         | Diamond          |
| "First/Dreams Come True"                                                                     | 2010       | 26                            | 28                            | —                             | —                             | - JPN: 6,097          | Diamond          |
| "Why"                                                                                        | 2011       | —                             | 17                            | —                             | —                             | - JPN: 13,559         | Best of 4Minute  |
| "Heart to Heart"                                                                             | 2011       | —                             | 18                            | —                             | —                             | - JPN: 9,930          | Best of 4Minute  |
| "Ready Go"                                                                                   | 2011       | 57                            | 23                            | —                             | 70                            | - JPN: 7,835          | Best of 4Minute  |
| "Love Tension"                                                                               | 2012       | —                             | 26                            | —                             | —                             | - JPN: 4,820          | Best of 4Minute  |
| "—" indica lançamentos que não figuraram nas paradas ou que não foram lançados nessa região. |            |                               |                               |                               |                               |                       |                  |

### Sub-grupo (2YOON)
| "24/7"                                                                                       | 2013 | 8 | 13 | 5.000+ | Harvest Moon |
| "—" indica lançamentos que não figuraram nas paradas ou que não foram lançados nessa região. |      |   |    |        |              |

## DVD
| Ano  | Informações                                                           | Melhores posições nas Oricon weekly | Vendas        |
| ---- | --------------------------------------------------------------------- | ----------------------------------- | ------------- |
| 2011 | Emerald Of 4minute - Lançamento: 7 de setembro de 2011 - Formato: DVD | 4                                   | - JPN: 2.200+ |
| 2012 | VOLUME UP ON/OFF - Lançamento: 19 de setembro de 2012 - Formato: DVD  | 176                                 | - JPN: -      |

## Participações e duetos
| Ano  | Informações                                                              | Canção                                   | Artistas                                                |
| ---- | ------------------------------------------------------------------------ | ---------------------------------------- | ------------------------------------------------------- |
| 2010 | ''In Love & War (Asia Edition) - Lançamento: 17 de fevereiro de 2010     | Faixa 1. "Heard 'Em All (Remix)" – 03:30 | 4Minute com Amerie & Jun Hyung                          |
| 2010 | World Cup Song - Lançamento: 13 de maio de 2010                          | Faixa 1. "World Cup Song" – 3:21         | 4Minute & Brown Eyed Girls                              |
| 2010 | Faddy Robot Foundation - Lançamento: 17 de setembro de 2010              | Faixa 1. "Faddy Robot" – 04:11           | Hyuna & Faddy Robot                                     |
| 2011 | Without U - Lançamento: 25 de maio de 2011                               | Faixa 11. "Without U" – 03:59            | 4Minute & Thelma Aoyama                                 |
| 2011 | Silly Boy - Lançamento: 22 de junho de 2011                              | Faixa 1. "Silly Boy" –                   | 4Minute com 015B & Jun Hyung                            |
| 2012 | SBS Gayo Daejun The Color Of K- Pop - Lançamento: 26 de dezembro de 2012 | Faixa 1. "Mermaid Princess" — 03:27      | Mystic White (Gayoon com Jiyoung, Bora, Sunhwa & Lizzy) |
| 2012 | SBS Gayo Daejun The Color Of K- Pop - Lançamento: 27 de dezembro de 2012 | Faixa 1. "This Person" — 03:22           | Dazzling Red (Hyuna com Nicole, Nana, Hyolin & Hyosung) |

## Trilhas sonoras
| 2010                                                                                         | "Dreams Come True"      | —  | 20  | Master of Study             |
| 2010                                                                                         | "Sarang Mandeulgi"      | —  | 12  | Personal Taste              |
| 2010                                                                                         | "Chaos A.D."            | —  | 164 | The Fugitive: Plan B        |
| 2010                                                                                         | "Home Run"              | —  | —   | Rolling Stars               |
| 2010                                                                                         | "One Thing"             | —  | —   | It’s Okay, Daddy’s Daughter |
| 2011                                                                                         | "Why"                   | 17 | —   | Akuto~Juuhanzai Sousa Han   |
| 2012                                                                                         | "Welcome to the School" | —  | —   | School 2013                 |
| "—" indica lançamentos que não figuraram nas paradas ou que não foram lançados nessa região. |                         |    |     |                             |

## Álbuns de vídeo

### DVDs
| Título             | Detalhes                                                                    | Vendas       |
| ------------------ | --------------------------------------------------------------------------- | ------------ |
| Emerald Of 4Minute | - Lançamento: 7 de setembro de 2011 - Formato: DVD - Oricon Posição: #4     | - JPN: 2,812 |
| VOLUME UP ON/OFF   | - Lançamento: 19 de setembro de 2012 - Formato: DVD - Oricon Posição: # 176 | —            |

## Vídeos musicais
| Ano                                | Vídeo musical                        | Duração |
| ---------------------------------- | ------------------------------------ | ------- |
| 2009                               | "Hot Issue"                          | 3:37    |
| 2009                               | "Muzik" (versão em coreano)          | 4:26    |
| 2009                               | "What a Girl Wants"                  | 3:29    |
| 2009                               | "Jingle Jingle"                      | 3:14    |
| 2010                               |                                      |         |
| "Muzik" (versão em japonês)        | 3:48                                 |         |
| "HuH"                              | 4:17                                 |         |
| "I My Me Mine" (versão em coreano) | 3:38                                 |         |
| "Superstar"                        | 3:15                                 |         |
| "I My Me Mine" (versão em japonês) | 3:44                                 |         |
| "First"                            | 3:46                                 |         |
| "Home Run"                         | 2:45                                 |         |
| 2011                               | "Why"                                | 3:26    |
| 2011                               | "Heart to Heart"                     | 4:47    |
| 2011                               | "Mirror Mirror"                      | 3:42    |
| 2011                               | "Without U" (versão RUN60)           | 5:30    |
| 2011                               | "Without U" (versão de estúdio)      | 4:01    |
| 2011                               | "Silly Boy"                          | 3:57    |
| 2011                               | "Freestyle"                          | 3:39    |
| 2011                               | "Heart to Heart" (versão em japonês) | 3:54    |
| 2011                               | "Heart to Heart" (off shot nos EUA)  | 3:51    |
| 2011                               | "Ready Go"                           | 3:33    |
| 2011                               | "Ready Go" (versão de dança)         | 3:34    |
| 2012                               | "Volume Up"                          | 4:18    |
| 2012                               | "Win the Day""                       | 3:38    |
| 2012                               | "Love Tension"                       | 3:48    |
| 2013                               | What's Your Name?                    | 3:28    |
| 2013                               | Is It Poppin?                        | 3:23    |
| 2014                               | Whatcha Doin' Today?                 | 3:41    |
| 2015                               | Cold Rain                            | 3:45    |
| 2015                               | Crazy                                | 3:13    |
| 2016                               | Hate                                 | 3:42    |